# Pyrenaearia molae
Pyrenaearia molae é uma espécie de gastrópode da família Hygromiidae.
É endémica de Espanha. 